# Angophora robur
Angophora robur är en myrtenväxtart som beskrevs av Lawrence Alexander Sidney Johnson och Kenneth D. Hill. Angophora robur ingår i släktet Angophora och familjen myrtenväxter.
Artens utbredningsområde är New South Wales. Inga underarter finns listade i Catalogue of Life.